# Lonsdale (empresa)
Lonsdale é uma marca de roupa e de artigos esportivos fundada em Londres na Inglaterra em 1960. A marca foi criada pelo ex-pugilista Bernard Hart, inicialmente especializada em equipamentos de boxe antes de se ramificar na fabricação de artigos esportivos e roupas da moda. Em 2002, tornou-se uma aquisição da Sports Direct PLC.

## História
A empresa tem o nome de em homenagem à Hugh Cecil Lowther, o 5º Conde de Lonsdale, que organizou o boxe em 1909 e que foi presidente do National Sporting Club of Britain. Cada lutador que se tornou um campeão e defendeu seu título com sucesso três vezes recebeu o cinto Lonsdale. O ex-pugilista Bernard Hart foi concedido o direito de usar o nome "Lonsdale" para uma marca de roupas dirigida aos boxeadores em 1959 por James Lowther que era o 7º Conde de Lonsdale. Os artigos da Lonsdale tem sido usados por muitos boxeadores famosos, incluindo Muhammad Ali, Mike Tyson, Henry Cooper e Lennox Lewis.
Nas décadas de 1980 e 1990, o vestuário Lonsdale tornou-se popular entre os skinheads e mod revivals. Paul Weller da banda The Jam foi um aficionado em particular de alto nível.
Mike Ashley assumiu a companhia em 2003. Durante os anos de 2005 e 2006, a Lonsdale patrocinou o Blackburn Rovers Football Club, Sunderland Association Football Club, Birmingham City Football Club e o Millwall. A partir de 2007, uma divisão da Lonsdale produziu kits de futebol para os clubes de futebol ingleses Brentford, Swindon Town e Millwall. Em 2008 a Lonsdale foi a fornecedora de roupas oficiais para o clube Sydney Roosters Rugby League, na Austrália.